# 노연빈
노연빈(한국 한자: 盧延貧, 1990년 4월 2일 ~ )은 대한민국의 축구 선수이며, 포지션은 수비수이다.

## 축구인 경력

### 선수 경력
청주대학교 축구부를 거쳐 2013년 내셔널리그 천안시청에 입단하여 23경기에 출전하였다.
2014 K리그 드래프트에 지원하여 K리그 챌린지의 충주 험멜에 지명되었다. 데뷔 시즌 6월부터 주전 수비수로 도약하였다. 2019년 9월 17일 열린 FC 안양과의 경기에서 프로 데뷔골을 기록했다. 2014시즌 총 리그 25경기에 출전하여 1골을 기록하였다. 리그 35라운드에서는 라운드 베스트 11에 선정되기도 하였다.
2016년 여름, 경주 한수원으로 임대되었다.

## 수상

### 클럽

#### 경주 한국수력원자력 축구단
- 내셔널리그
  - 우승 1회 : 2017